# Lista de deputados estaduais do Acre da 8.ª legislatura
Esta é a lista de deputados estaduais do Acre para a legislatura 1991–1995. Nas eleições, foram eleitos 24 deputados.

## Composição das bancadas
| Partido | Líder                   | Bancada | Posição      |
| ------- | ----------------------- | ------- | ------------ |
| PDS     | Álvaro Romero           | 8 / 24  | Governo      |
| PMDB    | João Correia            | 8 / 24  | Oposição     |
| PRN     | Luiz Brandão Hassem     | 2 / 24  | Independente |
| PT      | Marina Silva            | 2 / 24  | Oposição     |
| PL      | Luiz de Oliveira Garcia | 2 / 24  | Independente |
| PFL     | Raimundo Gomes Leitão   | 1 / 24  | Governo      |
| PCdoB   | Sérgio Taboada          | 1 / 24  | Oposição     |

## Deputados Estaduais
Estavam em jogo 24 vagas na Assembleia Legislativa do Acre. Os apoiadores de Edmundo Pinto e Osmir Lima elegeram oito representantes cada ante cinco de Rubem Branquinho e três de Jorge Viana.
| Número | Deputados estaduais eleitos           | Partido | Votação | Percentual | Cidade onde nasceu | Unidade federativa |
| 13131  | Marina Silva                          | PT      | 3.331   | 2,53%      | Rio Branco         | Acre               |
| 15300  | Raimundo Sales Costa                  | PMDB    | 2.500   | 1,89%      | Sena Madureira     | Acre               |
| 15190  | Vagner Sales                          | PMDB    | 2.302   | 1,74%      | Cruzeiro do Sul    | Acre               |
| 11012  | Álvaro Romero                         | PDS     | 2.007   | 1,52%      | Blumenau           | Santa Catarina     |
| 11013  | José Raimundo Bestene                 | PDS     | 1.789   | 1,35%      | Brasileia          | Acre               |
| 10777  | Maria das Vitórias Soares de Medeiros | PDS     | 1.778   | 1,35%      | Sena Madureira     | Acre               |
| 36122  | Sérgio Taboada                        | PCdoB   | 1.674   | 1,27%      | Rio Branco         | Acre               |
| 11181  | Luiz Carlos Beirute Borges            | PDS     | 1.627   | 1,23%      | Xapuri             | Acre               |
| 15200  | Adalberto Ferreira da Silva           | PMDB    | 1.601   | 1,21%      | Rio de Janeiro     | Rio de Janeiro     |
| 11300  | Ilson Ribeiro                         | PDS     | 1.584   | 1,20%      | Sena Madureira     | Acre               |
| 15100  | José Elson Santiago                   | PMDB    | 1.559   | 1,18%      | Cruzeiro do Sul    | Acre               |
| 11711  | Manoel Machado da Rocha               | PDS     | 1.541   | 1,17%      | Cruzeiro do Sul    | Acre               |
| 15320  | João Correia                          | PMDB    | 1.490   | 1,13%      | Cruzeiro do Sul    | Acre               |
| 11110  | Armando Salvatierra Barroso           | PDS     | 1.474   | 1,11%      | Plácido de Castro  | Acre               |
| 11000  | Francisco Lopes Pessoa                | PDS     | 1.423   | 1,08%      | Araripe            | Ceará              |
| 36665  | Elson Bezerra                         | PRN     | 1.375   | 1,04%      | Cruzeiro do Sul    | Acre               |
| 15020  | Tarcísio Pinheiro                     | PMDB    | 1.315   | 0,99%      | Rio Branco         | Acre               |
| 15192  | Cleudo da Rocha Mendonça              | PMDB    | 1.310   | 0,99%      | Tarauacá           | Acre               |
| 15777  | Mamede Said Maia Filho                | PMDB    | 1.301   | 0,98%      | Santa Branca       | São Paulo          |
| 13133  | Nilson Mourão                         | PT      | 1.024   | 0,77%      | Tarauacá           | Acre               |
| 22222  | Luiz de Oliveira Garcia               | PL      | 896     | 0,68%      | Senador Guiomard   | Acre               |
| 25625  | Raimundo Gomes Leitão                 | PFL     | 813     | 0,61%      | Rio Branco         | Acre               |
| 36136  | Luiz Brandão Hassem                   | PRN     | 751     | 0,57%      | Brasileia          | Acre               |
| 22223  | Luiz Saraiva Correia                  | PL      | 693     | 0,52%      | Olinda             | Pernambuco         |